# Le Champagne
Le Champagne est une nouvelle de six pages d’Anton Tchekhov.

## Historique
Le Champagne est initialement publié dans la revue russe Le Journal de Pétersbourg, numéro 4, du 5 janvier 1887, sous le pseudonyme A. Tchekhonte.

## Résumé
Un chef de gare dans une gare perdue : sa femme, l’alcool, son travail, sa vie, tout l’ennuie.
Arrive une jeune tante et, en peu de temps, il met sa vie en l’air pour les beaux yeux de cette parente. Bientôt, il se retrouve seul, et sans rien.

## Édition française
- Le Champagne, traduit par Edouard Parayre, Bibliothèque de la pléiade, Édition Gallimard, 1970  (ISBN 2-07-010550-4)